# Blamageguden
Blamageguden är en litterär fantasifigur i Birger Sjöbergs roman Kvartetten som sprängdes. Blamageguden plågar huvudpersonen Cello genom att som i en film spela upp sekvenser ur det förflutna, då han gjort bort sig.